# Netzabweiser

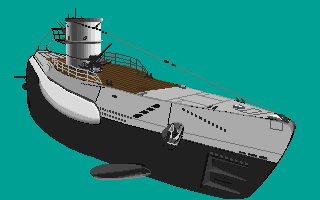
Netzabweiser an einem Typ VII ab 1941

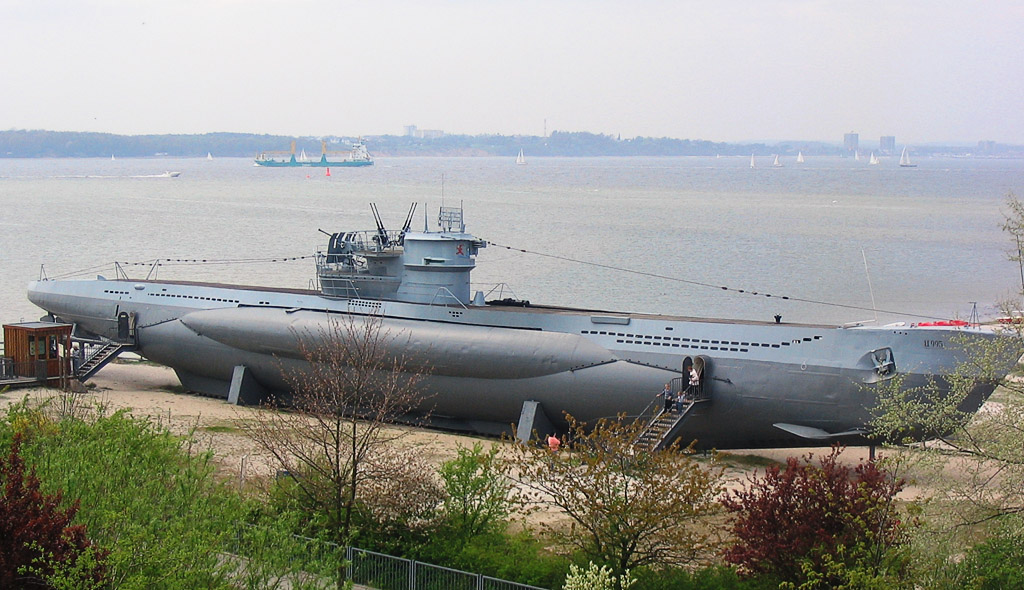
U 995 an Land in Seitenansicht

Der Netzabweiser war eine Stahltrosse, die vom Bug über den Turm bis zum Heck über deutsche und britische U-Boote des Ersten und Zweiten Weltkriegs gespannt war.
Zum Schutz vor heimlichen Unterwasserangriffen wurden vor britischen oder auch deutschen Häfen sogenannte Netzsperren gelegt. 
Bei Vorausfahrt unter Wasser sollte mit dem Netzabweiser ein bereits zerstörtes Netz angehoben werden, damit das Boot darunter hindurch fahren konnte, sich nichts in den Aufbauten verfing und die Weiterfahrt des Bootes verhinderte. Am Bug wurde er bei deutschen U-Booten noch durch eine Netzsäge fortgeführt, welche sich aber gegen die starken Stahlnetze als untauglich erwies und ab 1941 nicht mehr angebaut wurde.
Im Einsatz und bei guten Witterungsverhältnissen wurde der Netzabweiser, welcher gegen das Boot elektrisch isoliert war, zusätzlich als Antenne verwendet.